# REEP1
REEP1 (англ. Receptor accessory protein 1) – білок, який кодується однойменним геном, розташованим у людей на короткому плечі 2-ї хромосоми.  Довжина поліпептидного ланцюга білка становить 201 амінокислот, а молекулярна маса — 22 255.
| 10         |  | 20         |  | 30         |  | 40         |  | 50         |
| ---------- |  | ---------- |  | ---------- |  | ---------- |  | ---------- |
| MVSWIISRLV |  | VLIFGTLYPA |  | YYSYKAVKSK |  | DIKEYVKWMM |  | YWIIFALFTT |
| AETFTDIFLC |  | WFPFYYELKI |  | AFVAWLLSPY |  | TKGSSLLYRK |  | FVHPTLSSKE |
| KEIDDCLVQA |  | KDRSYDALVH |  | FGKRGLNVAA |  | TAAVMAASKG |  | QGALSERLRS |
| FSMQDLTTIR |  | GDGAPAPSGP |  | PPPGSGRASG |  | KHGQPKMSRS |  | ASESASSSGT |
| A          |  |            |  |            |  |            |  |            |

A: Аланін

C: Цистеїн

D: Аспарагінова кислота

E: Глутамінова кислота

F: Фенілаланін

G: Гліцин

H: Гістидин

I: Ізолейцин

K: Лізин

L: Лейцин

M: Метіонін

N: Аспарагін

P: Пролін

Q: Глутамін

R: Аргінін

S: Серин

T: Треонін

V: Валін

W: Триптофан

Кодований геном білок за функцією належить до фосфопротеїнів. 
Задіяний у такому біологічному процесі як альтернативний сплайсинг. 
Локалізований у мембрані, мітохондрії, ендоплазматичному ретикулумі.